# あわら市波松小学校
あわら市波松小学校（ あわらし なみまつしょうがっこう）は、福井県あわら市波松にある公立小学校。児童数の減少に伴い、2016年（平成28年）休校。

## 沿革
- 1876年（明治9年）- 民家を仮校舎として波松小学校開校。
- 1922年（大正11年）- 北潟農業補習学校波松分教場設置。
- 1932年（昭和7年）- 校舎移転。
- 1941年（昭和16年）- 波松国民学校と改称。
- 1947年（昭和22年）- 北潟村村立波松小学校と改称。
- 1948年（昭和23年）- 福井大地震で校舎が傾斜、補強工事実施。
- 1957年（昭和32年）- 幼稚園舎新築。校舎拡張。
- 1974年（昭和49年）- プール新設。
- 1984年（昭和59年）- 新体育館竣工。
- 2000年（平成12年）- 体育館天井貼り換え。
- 2014年（平成26年）- 体育館天井落下対策工事。
- 2016年（平成28年）3月 - 休校。在校生は北潟小学校へ転出[3]。

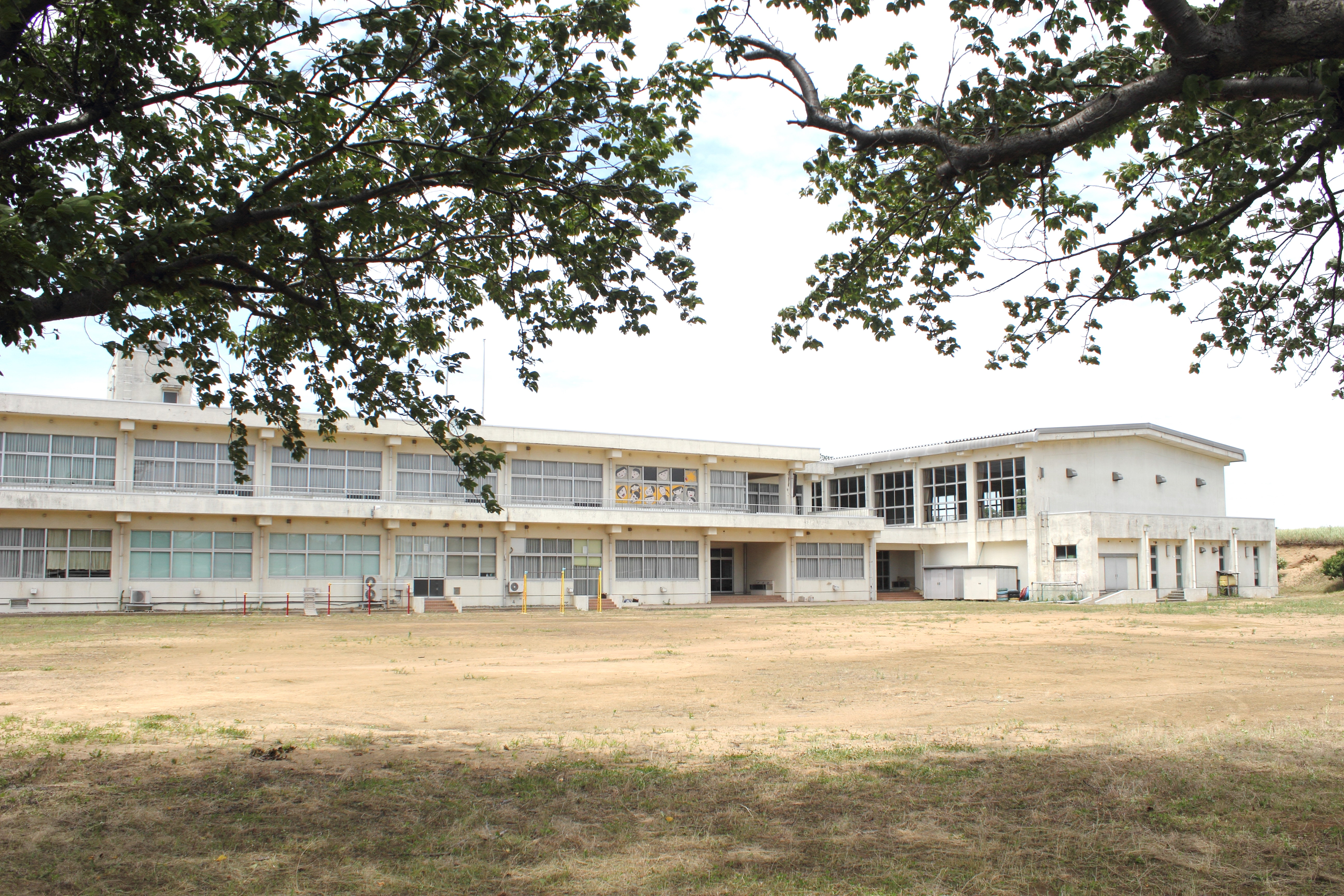
運動場側より
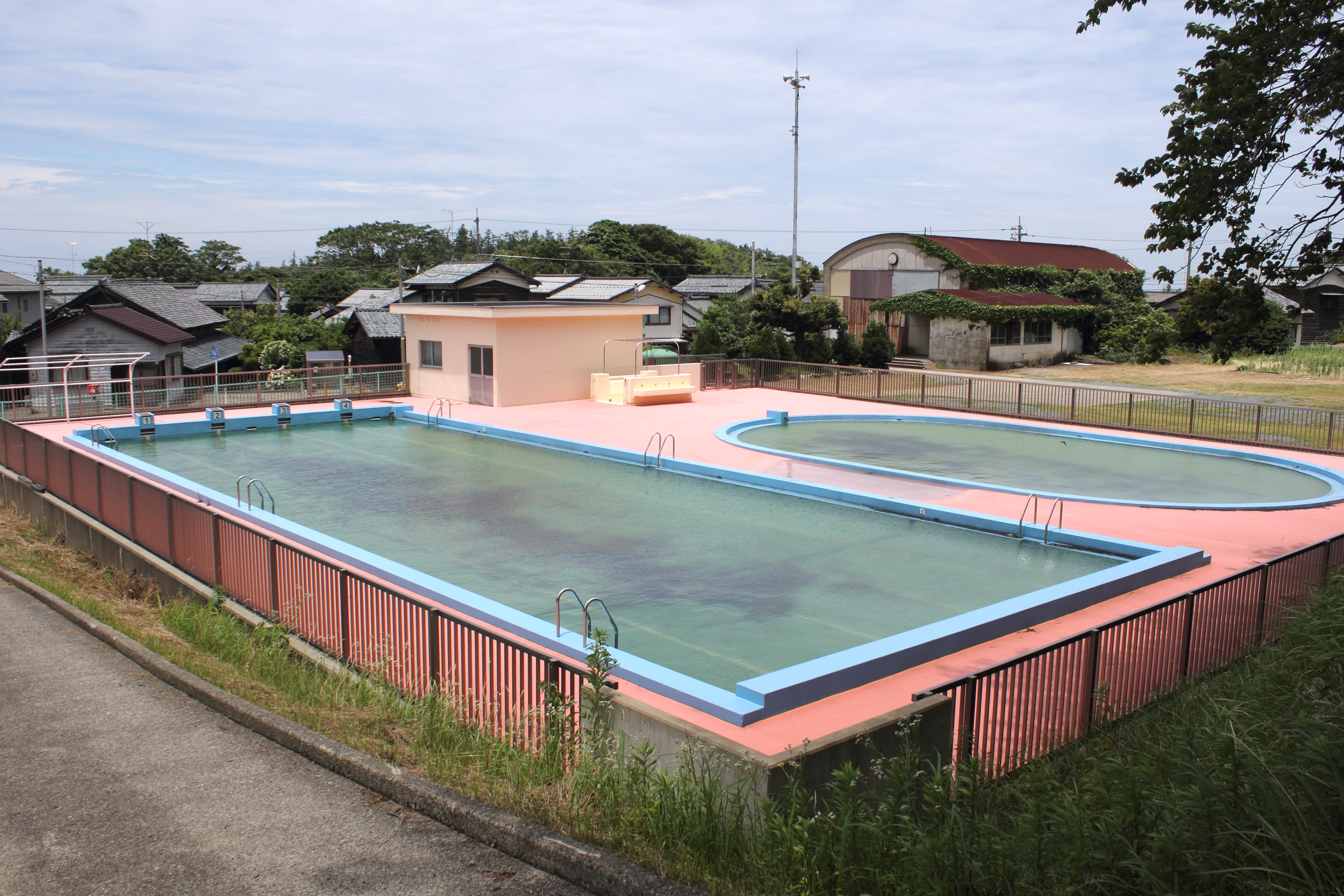
水が張られたプール (2016年7月2日撮影)

## 通学区域
波松・城・城新田・番堂野・十三

## 進学先中学校
- あわら市芦原中学校[4]

## 学校周辺
- 北潟湖